# Déclaration des droits de l'homme en islam
 (mars 2017).
Si vous disposez d'ouvrages ou d'articles de référence ou si vous connaissez des sites web de qualité traitant du thème abordé ici, merci de compléter l'article en donnant les références utiles à sa vérifiabilité et en les liant à la section « Notes et références ».
Déclaration islamique universelle des droits de l'homme (1981) Charte arabe des droits de l'homme (2004)
La Déclaration des droits de l’homme en islam, adoptée au Caire le 5 août 1990 par l'Organisation de la coopération islamique, est une adaptation particulière de la Déclaration universelle des droits de l'homme aux pays musulmans. Cinquante-sept États l'ont ratifiée.

## Présentation
La déclaration est placée sous l'influence de la charia.
Ce texte est précédé de la « Déclaration islamique universelle des droits de l’homme de 1981 » proposée par le Conseil islamique d'Europe et promulguée le 19 septembre 1981, lors d’une réunion organisée à Paris par l’Unesco,.